# Vorosilov mesterlövésze
A Vorosilov mesterlövésze (eredeti címe Ворошиловский стрелок / Vorosilovszkij sztrelok), 1999-ben bemutatott orosz film Mihail Uljanov főszereplésével. Viktor Pronyin Szerdai nők (Женщина по средам) regénye alapján készült. Műfaját tekintve a bűnügyi film, dráma és bosszúfilm együttese, erős társadalomkritikai felhanggal. 
2001. március 15-én mutatták be a magyarországi mozikban, magyar szinkronnal. Tévében is több alkalommal vetítették.

## Cselekmény
- Na és a törvény?

- Törvény? Hol láttál te itt olyat, hogy törvény? Csak irodák vannak zászlókkal és minden irodában egy patkány.
Az 1990-es évek vége, egy oroszországi iparvárosban. Az előző évtizedek rendjét felváltotta a káosz és bizonytalanság. A régi értékek elvesztek, mindent átsző a bűn és korrupció. Iván Fjodorovics egykor mozdonyvezető volt, szolgált a Nagy Honvédő Háborúban, többszörösen kitüntetett veterán, de mára csak egy perifériára szorult kisnyugdíjas. Az „újoroszok” világában, ahol csak a bármi módon szerzett pénz és a hatalom számít, számára már nincs hely, múltja, kora, érdemei már semmit nem érnek.
Egy lánya van, aki zavaros életvitelt folytat, folyamatosan ide-oda utazik és üzletel valamelyik éppen aktuális barátjával. Unokája, Kátya egy szolid életvitelű, 16 év körüli lány, együtt élnek lakótelepi panellakásukban.
Egy napon Kátya hazafelé tart az iskolából, mikor egyik volt osztálytársa megszólítja, hogy barátjának éppen születésnapja van, de nincs egy lány, aki felköszöntené, csak öt percre jöjjön fel, haja szála sem fog görbülni. Kátya ugyan megpróbál kitérni, de végül felmegy, elvégre fényes nappal van egy lakótelepen, ahol mindenki mindent lát.
Fent két fiú fogadja. Ráveszik egy pohár pezsgőre, de amikor menni akar, a dolog eldurvul. A lányt mindhárman megerőszakolják, majd kidobják és elkezdenek horrorvideót nézni. Kátya zokogva megy haza, még nagyapjának sem akar beszélni a dologról, de az a véres szoknyáját meglátva tudja mi történt. Egy, a szomszéd házban lakó fiatal rendőr ismerőse tanácsára, a lány kérése ellenére hívja a rendőrséget.
A riadóautóval kiérkező rendőrök megszállják a lakást, az igen határozott százados percek alatt ki is szedi mindháromból a beismerő vallomást. Kiderül, a fiúk minden szerdájukat hasonló kicsapongással töltik, minden következmény nélkül. Ekkor megérkezik egy rendőrezredes, akiről kiderül, az egyik fiú apja. Ettől fogva az ügy rossz irányba fordul. A százados által bevitt fiúkat kiengedik, a beismerő vallomásokat nem tekintik hitelesnek. Kátyát behívatják, de a folyamatosan kuncogó vizsgálótiszt elbagatellizálja, sőt, még Kátya nyakába akarja varrni az ügyet, miszerint bizonyára valami hátsó szándéka van, például kártérítés kicsikarása az indítéka, az aktusba meg valószínűleg beleegyezett.
Iván Fjodorovics bemegy panaszra a kapitányságra, ahol a parancsnok tiszt kioktatja, hogy mivel bizonyíték nincs, ezáltal bűneset sem történt, ő meg menjen haza és nevelje gondosabban az unokáját, ezután elküldi. Mikor az öreg ezért szarházinak nevezi, a tiszt meg is fenyegeti, hogy többé a lábát ne tegye be hozzá. Mindezek tetejébe nap mint nap látja, amint a három erőszakoló büntetlenül továbbra is folytatja a feltűnősködést és a léha életvitelt. Elhatározza, hogy maga szolgáltat igazságot.
Kis hétvégi házát eladja, majd az árán a moszkvai feketepiacon beszerez egy távcsöves, hangtompítós puskát. A fegyverkereskedők eleinte nem veszik komolyan, majd mikor látják az öreg eltökéltségét, még ők javasolják neki, hogy a fegyver árán inkább fizesse le a hivatalt. Az öreg válasza, le vannak azok már fizetve. Elviszik a puska lőpróbájára, ott meglepve veszik észre, hogy a reszketeg öreg három telitalálatot csinál elsőre, amire csak egy Vorosilov-érdemrendes mesterlövész képes.
Iván Fjodorovics a kerti szerszámnak álcázott, becsomagolt puskával hazautazik, majd több mint 50 évvel a háború után elindul utolsó mesterlövészi bevetésére. A szomszéd házban lakó egyik ismerősük rendszeresen elutazik vidékre, ilyenkor a kulcsot náluk hagyja, hogy vigyázzanak a lakására és etessék a halait és madarát. Az ablakból tökéletes a rálátás a három elkövető lakására.
A környék nyugdíjasai, akárcsak ő, jobb híján naphosszat sakkozni szoktak a házak közötti padokon. A kibicekkel körülvett játszmákba annyira belemerülnek, hogy ilyenkor se látnak, se hallnak. Az öreg egyik pillanatban még a sakkozóknak magyaráz, majd észrevétlenül feloson az üres lakásba, fentről a szokás szerint most is bulizó három elkövető egyikét ágyékon lövi, majd a puskát az üres lakásban egy szekrényben elrejti. Mire kiér a mentő, már újra a sakkozók között van.
A három fiú legkeményebbike egy igazi maffiózójelölt. Mikor elkezd most vett BMW kocsijával nagyképűen feltűnősködni, az öreg a lakásból gyújtólövedéket lő a tankjába. A kocsi kigyullad, a fiú alteste csúnyán megég. A harmadik fiú apja, az ezredes elkezd nyomozni, fiát figyelmezteti, minden jel szerint hamarosan vagy elveszti férfiasságát, vagy halott lesz. A fiú pánikba esik, felfegyverkezve bezárkózik a lakásba.
A rendőrök a golyónyom alapján a lövő lehetséges lakását gyorsan behatárolják, az öreg indítéka is ismert. Házkutatást tartanak, de a szekrényben elrejtett puska nincs sehol. Az ezredes fenyegetően az öregre mordul: „tudom, hogy te voltál te igazságosztó, de ha a fiammal valami történik...”, az öreg válasza: „már késő, megtörtént”. Az ezredes pánikban rohan vissza a fia lakásába, de az ajtó zárva. Elkezd dörömbölni, majd megpróbálja szétlőni a zárat. A félelemtől félőrült fia azt hívén, hogy a támadó jött érte, apja lövését hallva bentről belelő az ajtóba. A korrupt ezredes a saját gyereke által gyomorlövést kap, a teljesen megzavarodott fiút beszállítják a pszichiátriára. A bosszú beteljesedett.
Összetört emberként ballag haza, amikor a szomszéd házban lakó fiatal rendőr, aki az elejétől fogva ismeri az ügyet, megszólítja: Iván Fjodorovics, jöjjön már be egy percre. Bent megmutatja az általa végzett kis magánnyomozás során a lakásban megtalált, de onnan általa elvitt és elrejtett puskát. Csak annyit tesz hozzá, hogy ez így nem lesz jó, a vagyontárgy véglegesen elkobozva, Iván Fjodorovics, eltávozhatsz. Az öreg még visszaszól – de hogy éljek így tovább? – majd megtört emberként hazamegy Kátyához.

## Forgatási helyszín
A film egy Moszkvához közeli, meg nem nevezett iparvárosban játszódik. A külső jelenetek forgatási helyszíne a Moszkvától 165 kilométerre, délnyugatra fekvő Kaluga iparváros.

## Főszereplők
| Szerep                                                                                   | Színész                   | Magyar hangja |
| ---------------------------------------------------------------------------------------- | ------------------------- | ------------- |
| Iván Fjodorovics Afonyin, nyugdíjas mozdonyvezető, háborús veterán, egykori mesterlövész | Mihail Uljanov            | N/A           |
| Kátya (Jekatyerina), Afonyin unokája                                                     | Anna Szinyakina           | N/A           |
| Vagyim Pasutyin, Kátya iskolatársa, az egyik erőszakoló                                  | Ilja Drevnov              | N/A           |
| Nyikolaj Pasutyin rendőr ezredes, Vagyim apja                                            | Alekszandr Porohovscsikov | N/A           |
| Alekszej Podbirjozkin főhadnagy, kerületi rendőr                                         | Vlagyiszlav Galkin        | N/A           |
| Olga Fjodorovna, Afonyin leánya, Kátya anyja                                             | Irina Rozanova            | N/A           |